# Orlando Cabrera
Pour les articles homonymes, voir Cabrera.
Orlando Luis Cabrera Ramírez, né le 2 novembre 1974 à Carthagène (Colombie), est un joueur colombien de baseball qui joue dans les Ligues majeures de 1997 à 2011.
Ce joueur d'arrêt-court porte les couleurs des Expos de Montréal, des Red Sox de Boston, des Angels de Los Angeles, des White Sox de Chicago, des A's d'Oakland, des  Twins du Minnesota, des Reds de Cincinnati, des Indians de Cleveland et des Giants de San Francisco.
Cabrera a remporté deux Gants dorés à sa position pour son excellence en défensive, lors des saisons 2001 et 2007. Il a gagné la Série mondiale 2004 avec Boston.

## Carrière

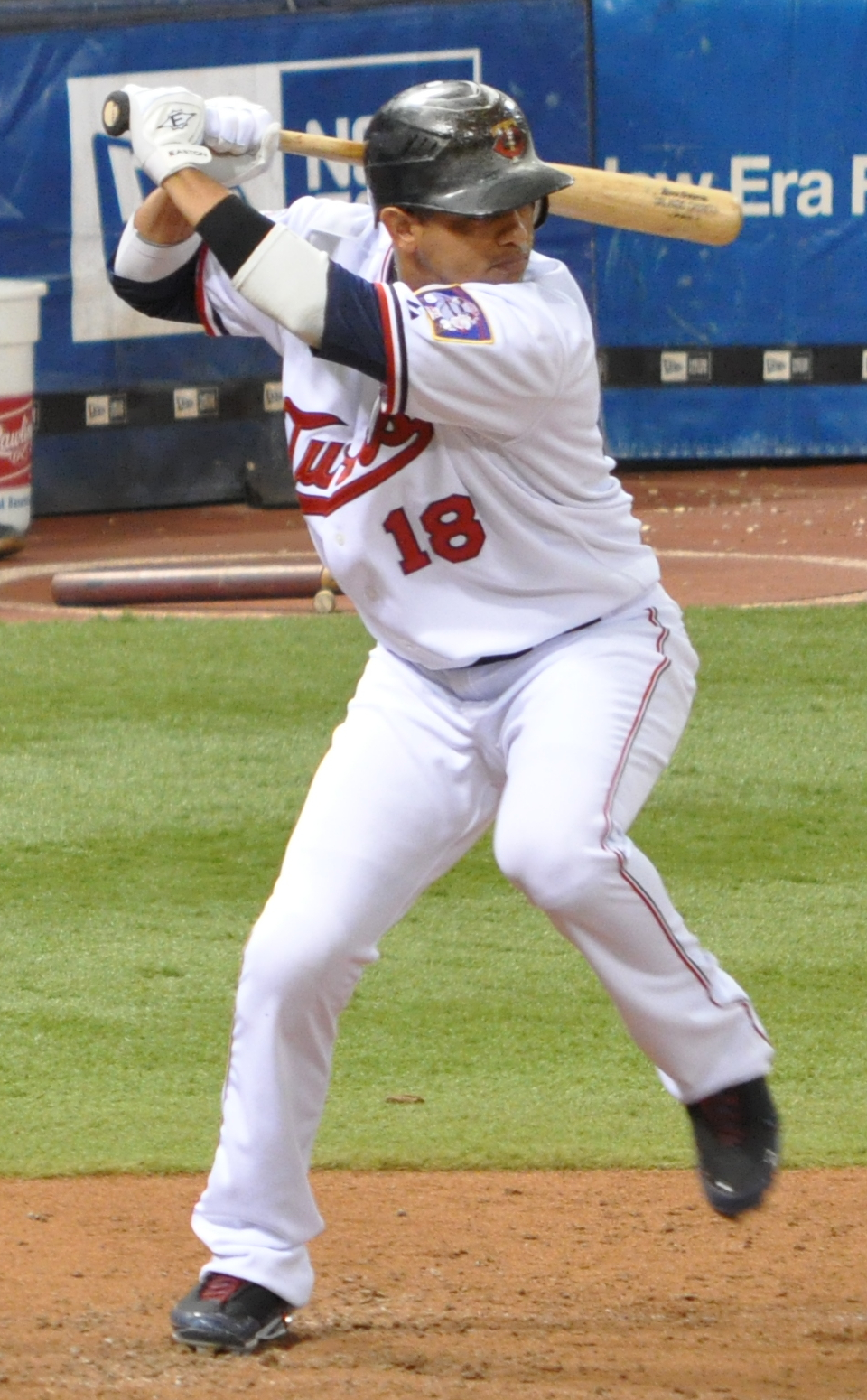
Orlando Cabrera en 2009 avec les Twins du Minnesota.

### Les débuts
Orlando Cabrera est recruté comme agent libre amateur par les Expos de Montréal en 1993. Il passe quatre saisons en Ligues mineures avec les GLC Expos (Rk, 1994), les Vermont Expos (A, 1995), les West Palm Beach Expos (A+, 1995, 1997), les Delmarva Shorebirds (A, 1996), les Harrisburg Senators (AA, 1997) et les Lynx d'Ottawa (AAA, 1997) avant d'effectuer ses débuts en Ligue majeure avec les Expos de Montréal le 3 septembre 1997.

### 1997-2008
Orlando Cabrera porte successivement les couleurs des Expos de Montréal (1997-2004), des Red Sox de Boston (2004), des Angels de Los Angeles (2005-2007) puis des White Sox de Chicago (2008). Avec les Red Sox, il participe activement à la victoire en Série mondiale. Il reçoit également deux gants dorés (2001 et 2007).

### Saison 2009
Cabrera signe un contrat d'un an chez les Athletics d'Oakland le 6 mars 2009. 
Le 31 juillet, Cabrera est échangé aux Twins du Minnesota en retour de Tyler Ladendorf.

### Saison 2010

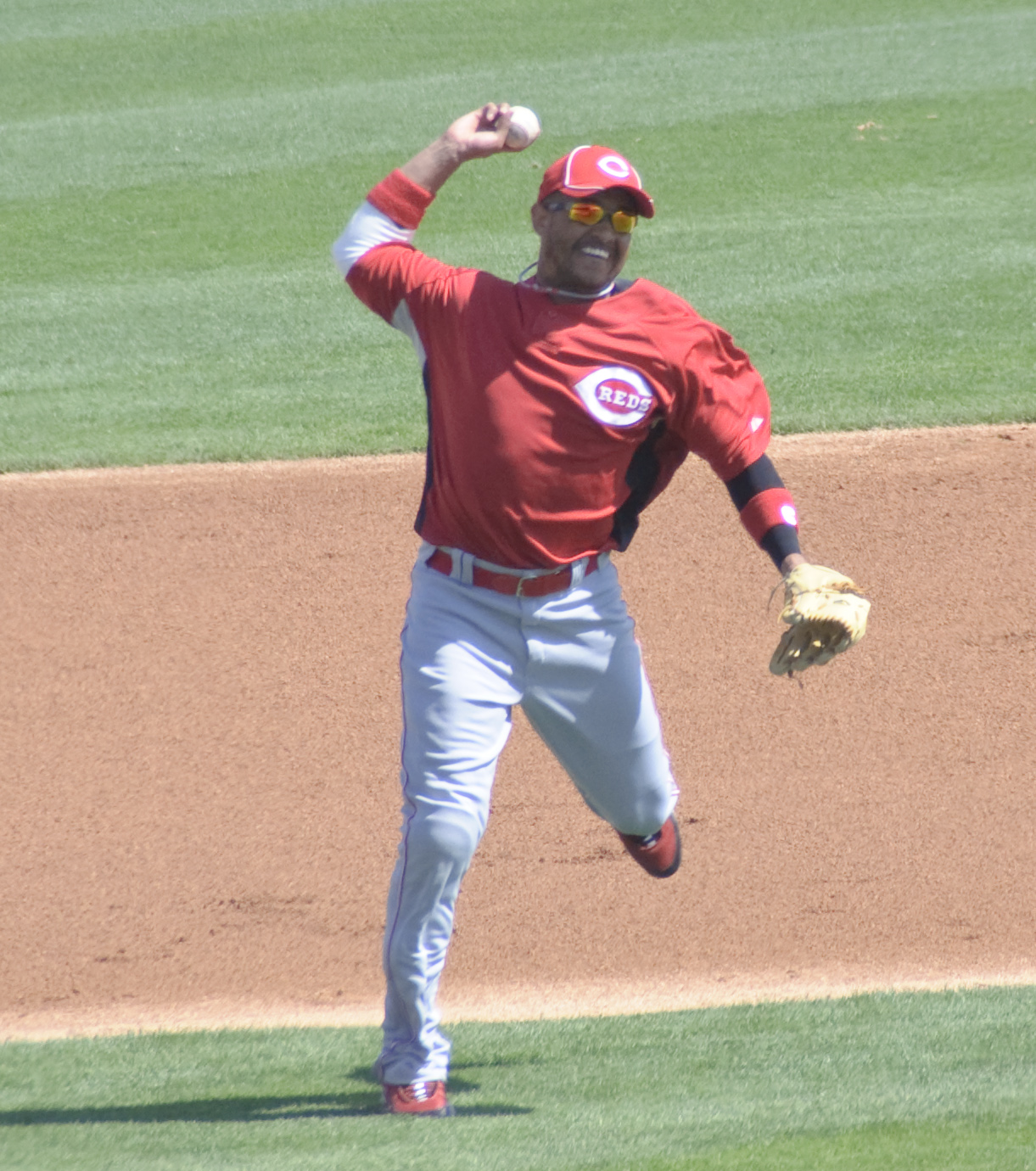
Cabrera au camp d'entraînement des Reds en 2010.

Le 1er février 2010, il signe un contrat d'un an chez les Reds de Cincinnati contre 3,02 millions de dollars. Une blessure l'éloigne des terrains du 3 août au 3 septembre.  
Avec Cincinnati, champion 2010 de la division Centrale de la Ligue nationale, Cabrera participe aux séries éliminatoires pour la quatrième fois en quatre ans, et la sixième fois en sept ans. Mais, comme au cours des trois années précédentes, l'équipe de Cabrera voit son parcours vers la Série mondiale s'arrêter dès le premier tour éliminatoire, en Série de divisions. 
Les Reds déclinent l'option à quatre millions de dollars qu'ils avaient pour la saison 2011. Le manager général Walt Jocketty tenta, en vain, de renégocier à la baisse le salaire de Cabrera. 

### Saison 2011

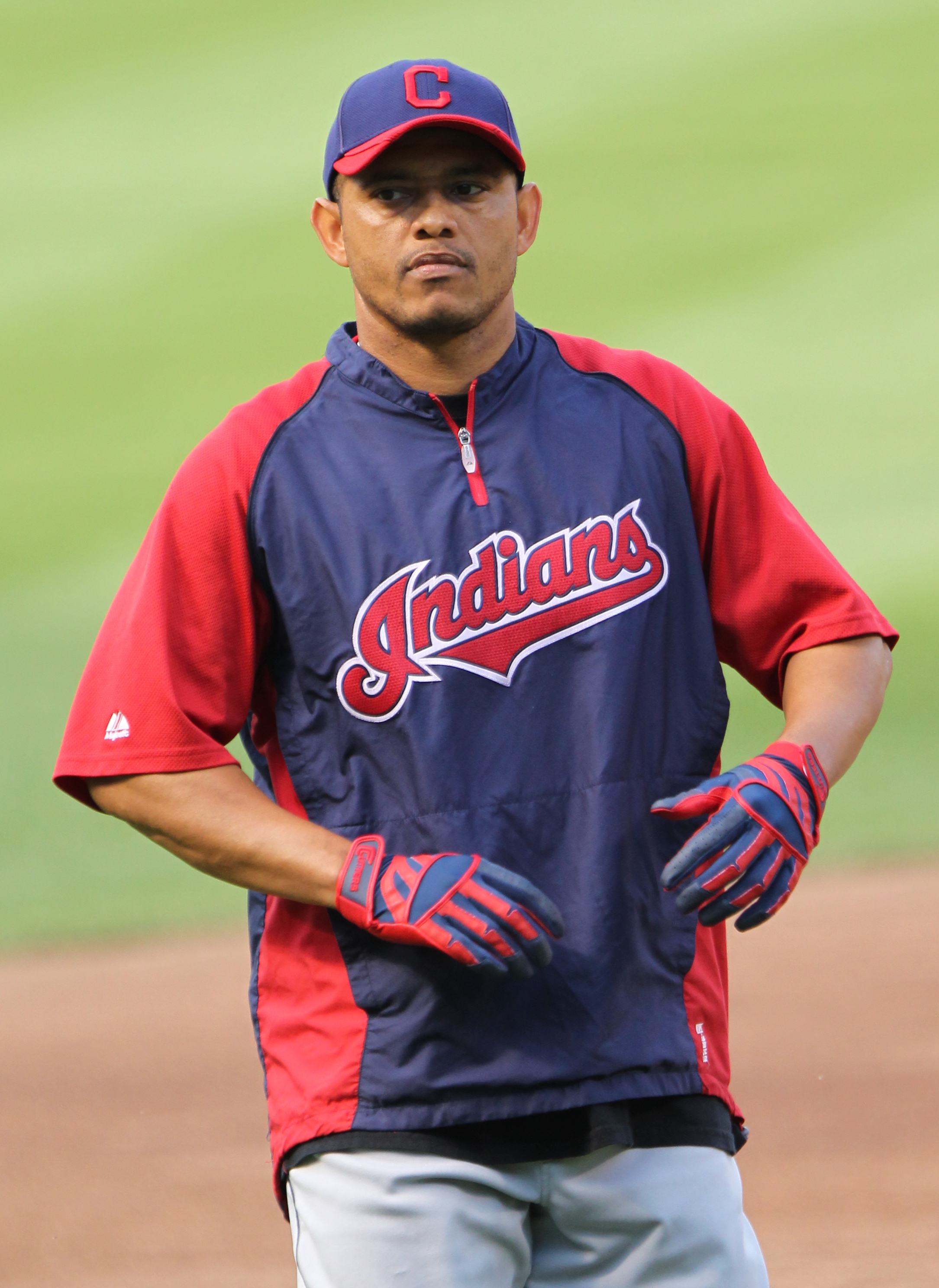
Orlando Cabrera en 2011 avec les Indians.

Agent libre depuis novembre 2010, Cabrera rejoint les Indians le 10 février 2011 en s'engageant pour un an.
Le 31 juillet 2011, il est transféré aux Giants de San Francisco en retour du voltigeur Thomas Neal. Il termine la saison avec une moyenne au bâton de ,238 et 51 points produits pour Cleveland et San Francisco.

## Statistiques
Il annonce sa retraite le 18 janvier 2012 après 15 saisons dans les Ligues majeures. En 1985 parties jouées dans la MLB, Cabrera présente une moyenne au bâton de ,272 avec 2055 coups sûrs, dont 459 doubles et 123 circuits. Il compte 854 points produits, 985 points marqués et 216 buts volés.

## Vie personnelle
Orlando Cabrera est le frère cadet de Jolbert Cabrera, qui a joué dans les Ligues majeures de 1998 à 2008.

## Statistiques
| Saison | Équipe     | G    | AB   | R   | H    | 2B  | 3B | HR  | RBI | SB  | BA   |
| ------ | ---------- | ---- | ---- | --- | ---- | --- | -- | --- | --- | --- | ---- |
| 1997   | Montréal   | 16   | 18   | 4   | 4    | 0   | 0  | 0   | 2   | 1   | .222 |
| 1998   | Montréal   | 79   | 261  | 44  | 73   | 16  | 5  | 3   | 22  | 6   | .280 |
| 1999   | Montréal   | 104  | 382  | 48  | 97   | 23  | 5  | 8   | 39  | 2   | .254 |
| 2000   | Montréal   | 125  | 422  | 47  | 100  | 25  | 1  | 13  | 55  | 4   | .237 |
| 2001   | Montréal   | 162  | 626  | 64  | 173  | 41  | 6  | 14  | 96  | 19  | .276 |
| 2002   | Montréal   | 153  | 563  | 64  | 148  | 43  | 1  | 7   | 56  | 25  | .263 |
| 2003   | Montréal   | 162  | 626  | 95  | 186  | 47  | 2  | 17  | 80  | 24  | .297 |
| 2004   | Montréal   | 103  | 390  | 41  | 96   | 19  | 2  | 4   | 31  | 12  | .246 |
| 2004   | Boston     | 58   | 228  | 33  | 67   | 19  | 1  | 6   | 31  | 4   | .294 |
| 2005   | LA Angels  | 141  | 540  | 70  | 139  | 28  | 3  | 8   | 57  | 21  | .257 |
| 2006   | LA Angels  | 153  | 607  | 95  | 171  | 45  | 1  | 9   | 72  | 27  | .282 |
| 2007   | LA Angels  | 155  | 638  | 101 | 192  | 35  | 1  | 8   | 86  | 20  | .301 |
| 2008   | Chicago WS | 161  | 661  | 93  | 186  | 33  | 1  | 8   | 57  | 19  | .281 |
| 2009   | Oakland    | 101  | 414  | 41  | 116  | 23  | 0  | 4   | 41  | 11  | .280 |
| 2009   | Minnesota  | 59   | 242  | 42  | 70   | 13  | 3  | 5   | 36  | 2   | .289 |
| 2010   | Cincinnati | 123  | 494  | 64  | 130  | 33  | 0  | 4   | 42  | 11  | .263 |
| Totaux | Totaux     | 1855 | 7112 | 946 | 1948 | 443 | 32 | 118 | 803 | 208 | .274 |

| Saison | Équipe     | G  | AB  | R  | H  | 2B | 3B | HR | RBI | SB | BA   |
| ------ | ---------- | -- | --- | -- | -- | -- | -- | -- | --- | -- | ---- |
| 2004   | Boston     | 14 | 59  | 9  | 17 | 5  | 0  | 0  | 11  | 1  | .288 |
| 2005   | LA Angels  | 10 | 41  | 4  | 9  | 3  | 0  | 1  | 6   | 0  | .220 |
| 2007   | LA Angels  | 3  | 12  | 0  | 3  | 1  | 0  | 0  | 1   | 0  | .250 |
| 2008   | Chicago WS | 4  | 16  | 1  | 2  | 0  | 0  | 0  | 0   | 0  | .125 |
| 2009   | Minnesota  | 3  | 13  | 1  | 2  | 0  | 0  | 0  | 0   | 1  | .154 |
| 2010   | Cincinnati | 3  | 8   | 0  | 1  | 0  | 0  | 0  | 0   | 0  | .125 |
| Totaux | Totaux     | 37 | 149 | 15 | 34 | 8  | 0  | 1  | 18  | 2  | .228 |

Note : G = Matches joués ; AB = Passages au bâton; R = Points ; H = Coups sûrs ; 2B = Doubles ; 3B = Triples ; 
HR = Coup de circuit ; RBI = Points produits ; SB = Buts volés ; BA = Moyenne au bâton.